# Javier Heraud
Javier Heraud Pérez (1942–1963) foi um poeta peruano e membro do Ejército de Liberación Nacional (ELN). No início de sua vida, ele estudou no Markham College e mais tarde continuou seus estudos na Pontifícia Universidade Católica do Peru.
Em janeiro de 1963, um grupo liderado pelo poeta Javier Heraud, de 21 anos, e Alain Elías atravessou a Bolívia, onde pegaram armas e entraram no sul do Peru. No entanto, infectados com leishmaniose, a equipe de 15 membros decidiu entrar na cidade de Puerto Maldonado para buscar suprimentos médicos. A polícia local foi avisada do avanço do grupo e, em 15 de maio, Heraud foi baleado no peito e morto enquanto passava pela cidade em uma canoa.

## Publicações
- El río (1960)
- El viaje (1961)
- Estación reunida (1961)

### Trabalho publicado em antologias
- Ricardo Silva Santisteban (antologista): Antología general de la traducción en el Perú (Antologia geral da tradução no Peru). Lima, Universidade Ricardo Palma - Editorial Universitária, 2016.